# Bobby Weaver
Robert Brooks Weaver Jr., detto Bobby (29 dicembre 1958), è un ex lottatore statunitense, specializzato nella lotta libera.

## Palmarès

### Olimpiadi
- 1 medaglia:
  - 1 oro (Los Angeles 1984 nei 48 kg)

### Mondiali
- 1 medaglia:
  - 1 argento (San Diego 1979 nei 48 kg)